# Andrena risha
Andrena risha (лат.) — вид пчёл рода Andrena из семейства Andrenidae. Африка, Алжир (Оран, предположительно 35,7072° с. ш., 0,6646° в. д.). Видовое название A. risha происходит от арабского существительного «risha», означающего «перо», в связи с перистыми волосками, покрывающими тело этого вида.

## Описание
Длина менее 1 см (самка 9,5 мм). Andrena risha представляет собой необычное сочетание морфологических признаков, которые не позволяют уверенно отнести её к существующему подроду. Морфологически он наиболее близок к A. (? Euandrena) ramosa Wood, 2022 (Испания и Португалия) и в более широком смысле попадает в широкую группу Euandrena — Margandrena-crocusella -group, производную часть филогении Andrena (Pisanty et al. 2022b) из-за пронотума с очень слабым плечевым углом; проподеум почти без скульптуры, проподеальный треугольник тонко очерчен; лицевые ямки относительно широкие (занимают чуть больше ½ пространства между сложным глазом и латеральным глазком) и не сужаются вентрально; наличник куполообразный; A3 превышает A4 по длине, короче A4+5. Пыльцевые волоски сложные, флоккула состоит из сильно перистых волосков; сильно перистые волоски присутствуют также на скопе бёдер, вентральных краях передних и средних бёдер, мезепистерне и включают проподеальные корбикулы, проподеальные корбикулы практически полные; задние голени состоят из простых волосков; и отсутствие других определяющих признаков. Наличие обильных сильно перистых волосков, контрастирующих с простыми волосками скопы голеней, сильно напоминает A. ramosa, который неопределённо помещён близко к подроду Euandrena. Слабый плечевой угол, отсутствие скульптуры на проподеуме и относительно широкие лицевые ямки, которые не сужаются вентрально, не позволяют с уверенностью отнести её к подроду Euandrena, поскольку эти признаки наиболее тесно связаны с группой Crocusella. Поэтому Andrena risha пока трактуется как incertae sedis.
При прямом сравнении с A. ramosa, вид A. risha можно отделить благодаря округло-трапециевидному отростку лабрума, который лишь немного шире длины (у A. ramosa отросток лабрума широкий, в 3 раза шире длины), наличнику, который равномерно шагреневый и слабо блестящий по всей своей поверхности (у A. ramosa наличник шагренирован латерально и базально, тусклый, шагрень слабеет и почти исчезает в центре, наличник здесь почти гладкий и блестящий), ямки, занимающие чуть более ½ пространства между сложным глазом и латеральным глазком (у A. ramosa ямки занимают чуть менее ½ пространства между сложным глазом и латеральным глазком), переднеспинка со слабым плечевым углом (у A. ramosa с округлым пронотумом), щитик сильно микроретикулирован и преимущественно тусклый, с неясными точками, исчезающими в основной скульптуре (у A. ramosa щитик шагреневый и тусклый до слабо блестящего, но с чёткими мелкими точками, точки разделены 1-3 диаметрами точечек), а мелко шагреневый проподеум с минимальной скульптурой, проподеальный треугольник почти не отделён от дорсолатеральных частей проподеума (у A. ramosa с чётким различием между проподеальным треугольником и дорсолатеральными частями проподеума, эти последние части покрыты зернистой микроретикуляцией, перекрытой рыхлой сетью рельефной ретикуляции, скульптура таким образом контрастирует с гладкой поверхностью проподеального треугольника).
Вид Andrena risha был впервые описан в 2024 году и не отнесён ни к одному из известных подродов, поэтому его систематическое положение обозначено как incertae sedis.